# Lista över fornlämningar i Sigtuna kommun (Sigtuna)
Lista över fornlämningar i Sigtuna kommun (Sigtuna) är en förteckning av ett urval av de fornlämningar som finns i Sigtuna i Sigtuna kommun.
| Namn                                      | Lämningstyp  | Tillkomsttid | Historisk indelning | Plats                | Läge                 | ID-nr          | Bild                                      |
| ----------------------------------------- | ------------ | ------------ | ------------------- | -------------------- | -------------------- | -------------- | ----------------------------------------- |
| Sigtuna 2:1                               | Stensättning |              | Sigtuna, Uppland    |                      | 59.615854, 17.709113 | 10008000020001 | Ladda upp en bild av detta fornminne      |
| Sigtuna 3:1                               | Gravfält     |              | Sigtuna, Uppland    |                      | 59.615767, 17.712125 | 10008000030001 | Ladda upp en bild av detta fornminne      |
| Sigtuna 7:1                               | Kyrka/kapell |              | Sigtuna, Uppland    |                      | 59.615105, 17.719210 | 10008000070001 | Ladda upp en till bild av detta fornminne |
| Sankt Lars kyrkoruin (Sigtuna 10:1)       | Kyrka/kapell |              | Sigtuna, Uppland    |                      | 59.616966, 17.720006 | 10008000100001 | Ladda upp en till bild av detta fornminne |
| Sigtuna 11:2                              | Runristning  |              | Sigtuna, Uppland    |                      | 59.616945, 17.720418 | 10008000110002 | Ladda upp en till bild av detta fornminne |
| Sigtuna 11:3                              | Runristning  |              | Sigtuna, Uppland    |                      | 59.616998, 17.720662 | 10008000110003 | Ladda upp en till bild av detta fornminne |
| Sigtuna 13:1                              | Runristning  |              | Sigtuna, Uppland    |                      | 59.616219, 17.717584 | 10008000130001 | Ladda upp en bild av detta fornminne      |
| Hospitaludden (Sigtuna 21:1)              | Stensättning |              | Sigtuna, Uppland    |                      | 59.613725, 17.711565 | 10008000210001 | Ladda upp en bild av detta fornminne      |
| Sankt Pers kyrkoruin (Sigtuna 22:1)       | Kyrka/kapell | 1100-talet   | Sigtuna, Uppland    | Sigtuna              | 59.616313, 17.713784 | 10008000220001 | Ladda upp en till bild av detta fornminne |
| Upplands runinskrifter 394 (Sigtuna 22:2) | Runristning  |              | Sigtuna, Uppland    | Sankt Pers kyrkoruin | 59.616252, 17.713729 | 10008000220002 | Ladda upp en till bild av detta fornminne |
| Sigtuna 23:1                              | Runristning  |              | Sigtuna, Uppland    |                      | 59.616892, 17.715977 | 10008000230001 | Ladda upp en till bild av detta fornminne |
| Sigtuna 24:1                              | Runristning  |              | Sigtuna, Uppland    |                      | 59.616479, 17.716184 | 10008000240001 | Ladda upp en till bild av detta fornminne |
| S:t Olofs kyrkoruin (Sigtuna 28:1)        | Kyrka/kapell |              | Sigtuna, Uppland    |                      | 59.618365, 17.721169 | 10008000280001 | Ladda upp en till bild av detta fornminne |
| S:t Olofs kyrkoruin (Sigtuna 28:2)        | Runristning  |              | Sigtuna, Uppland    |                      | 59.618352, 17.721049 | 10008000280002 | Ladda upp en till bild av detta fornminne |
| Sigtuna 29:1                              | Runristning  |              | Sigtuna, Uppland    |                      | 59.618363, 17.722241 | 10008000290001 | Ladda upp en till bild av detta fornminne |
| Sigtuna 29:2                              | Runristning  |              | Sigtuna, Uppland    |                      | 59.618220, 17.722165 | 10008000290002 | Ladda upp en till bild av detta fornminne |
| Maria kyrka (Sigtuna 30:2)                | Kloster      |              | Sigtuna, Uppland    |                      | 59.618108, 17.723036 | 10008000300002 | Ladda upp en till bild av detta fornminne |
| Maria kyrka (Sigtuna 30:3)                | Kloster      |              | Sigtuna, Uppland    |                      | 59.618274, 17.723346 | 10008000300003 | Ladda upp en till bild av detta fornminne |
| Maria kyrka (Sigtuna 30:4)                | Kloster      |              | Sigtuna, Uppland    |                      | 59.618083, 17.723757 | 10008000300004 | Ladda upp en till bild av detta fornminne |
| Maria kyrka (Sigtuna 30:6)                | Runristning  |              | Sigtuna, Uppland    |                      | 59.618069, 17.723030 | 10008000300006 | Ladda upp en till bild av detta fornminne |
| Sigtuna 35:1                              | Gravfält     |              | Sigtuna, Uppland    |                      | 59.618134, 17.727306 | 10008000350001 | Ladda upp en bild av detta fornminne      |
| Sigtuna 36:1                              | Gravfält     |              | Sigtuna, Uppland    |                      | 59.616827, 17.718669 | 10008000360001 | Ladda upp en till bild av detta fornminne |
| Sigtuna 40:1                              | Stensättning |              | Sigtuna, Uppland    |                      | 59.617513, 17.713214 | 10008000400001 | Ladda upp en bild av detta fornminne      |
| Sigtuna 40:2                              | Stensättning |              | Sigtuna, Uppland    |                      | 59.617416, 17.713435 | 10008000400002 | Ladda upp en bild av detta fornminne      |
| Trollberget (Sigtuna 80:1)                | Fornborg     |              | Sigtuna, Uppland    |                      | 59.624849, 17.712520 | 10008000800001 | Ladda upp en bild av detta fornminne      |
| Sigtuna 236:1                             | Stensättning |              | Sigtuna, Uppland    |                      | 59.616993, 17.713926 | 10008002360001 | Ladda upp en bild av detta fornminne      |
| Sigtuna 236:2                             | Stensättning |              | Sigtuna, Uppland    |                      | 59.616882, 17.713920 | 10008002360002 | Ladda upp en bild av detta fornminne      |
| Sigtuna 241:1                             | Stenkrets    |              | Sigtuna, Uppland    |                      | 59.618388, 17.724139 | 10008002410001 | Ladda upp en bild av detta fornminne      |
| Sigtuna 293                               | Grav övrig   |              | Sigtuna, Uppland    |                      | 59.619090, 17.722018 | 12000000067654 | Ladda upp en bild av detta fornminne      |